# 울트라맨 나이스
울트라맨 나이스(Ultraman Nice, ウルトラマンナイス)는 울트라 시리즈의 스핀오프 작품이다. 츠부라야 프로덕션, 반다이가 제작한 울트라맨 나이스는 1999년 10월 20일 총 20개의 에피소드로 구성된 일련의 광고로 출시되었다.

## 구성
울트라맨 나이스는 1999년 울트라맨 티가의 일본 재방송 중에 발표된 일련의 정보 광고(1분짜리 장난감 광고)를 통해 행성 TOY-1에서 도착한다. 다양한 반다이 울트라맨 장난감과 기타 상품을 광고하는 1분 광고에는 실제로 깜짝 손님과 함께 스토리라인이 있다.
시리즈 전반에 걸쳐 에일리언 자곤과 그의 괴물은 반다이 피규어를 위해 지구를 공격했다. 그러나 각 공격에서 울트라맨 나이스는 그들을 물리치고 시리즈가 끝날 무렵 마침내 외계인을 정복했다.